# 于侠
于侠（1915年—2002年），原名李顺堂，男，安徽金寨人，中华人民共和国军事人物，中国人民解放军少将。